# Strongylosoma uniseriale
Strongylosoma uniseriale är en mångfotingart som beskrevs av Carl Graf Attems 1951. Strongylosoma uniseriale ingår i släktet Strongylosoma och familjen orangeridubbelfotingar. Inga underarter finns listade i Catalogue of Life.